# Stanisław Wołoszyn
Stanisław Wołoszyn (ur. 23 kwietnia 1900 w Nisku, zm. 8 września 1987 tamże) – polski fryzjer, działacz spółdzielczy, uczestnik wojny 1920, osoba ukrywająca Żydów w czasie II wojny światowej.

## Życiorys
Był jednym z czwórki dzieci, synem piekarza. W 1909 zmarła mu siostra i ojciec, a najstarsi bracia wyemigrowali do USA. Po 1914 matka sprzedała posiadłość w Nisku i reszta rodziny wyjechała do Lwowa. Stanisław terminował u fryzjera w Przemyślu, gdzie po odpowiedniej nauce uzyskał tytuł mistrza fryzjerskiego. W listopadzie 1918 zaciągnął się do wojska i bronił mostu kolejowego w Przemyślu podczas wojny polsko-ukraińskiej, za co 11 kwietnia 1920 otrzymał Gwiazdę Przemyśla. Po zakończeniu działań wojennych powrócił do Niska, gdzie otworzył zakład fryzjerski. 
Na przełomie lat 1943–1944, podczas okupacji hitlerowskiej, ukrywał w stodole przez piętnaście miesięcy żydowskie małżeństwo - Jadwigę i Ignacego Gorzyczańskich, jednocześnie, dla odwrócenia podejrzeń, wynajmując pokój Niemcom. 
Po zakończeniu II wojny światowej i nacjonalizacji zakładów, nadal pracował w zakładzie fryzjerskim. Na początku lat 50. XX wieku był prezesem Wielobranżowej Spółdzielni Rzemiosł Różnych w Stalowej Woli. Był członkiem komitetu założycielskiego niskiego kółka rolniczego.
26 kwietnia 1968 przyznano mu i jego żonie Marii z d. Miazga medal Sprawiedliwy wśród Narodów Świata. W 1974 pojechał do Izraela, gdzie odebrał odznaczenie w instytucie Jad Waszem i posadził symboliczne drzewko w tamtejszym ogrodzie.

## Życie prywatne
W 1924 poślubił Czeszkę, Kamilę Strażan, przysposabiając dwójkę dzieci – Ferka i Emila. W 1934 rozeszli się. W 1936 ożenił się ponownie z Marią Miazgą (zm. 1984). Mieli dzieci: Joannę (1937, zginęła w wypadku samochodowym w 1980), Teresę (1942), Stanisławę (1948) i Tadeusza (1953).